# Katten Gustaf (amerikansk TV-serie)
Katten Gustaf (engelska: Garfield and Friends) var en amerikansk tecknad TV-serie baserad på seriefiguren Katten Gustaf producerad av Film Roman.

## Om serien
Serien visades ursprungligen på CBS på lördagsmornar mellan 1988 och 1995. I serien ingick även Orsons farm (ursprungligen en dagsstripp som också skapats av Jim Davis) som handlar om grisen Orson, hans vänner tuppen Holger, ankan Plumse, kycklingarna Ettan och Egge, Orsons elaka bröder med flera. Varje program innehåller två Gustaf-filmer, en Orsons farm-film och två "quickie" ("snabbis" eller "kortis" i den svenska översättningen). 

## Svenska sändningar
Serien dubbades på svenska av Eurotroll AB och översattes av Göran Berlander. I Sverige visades TV-serien först i början av 1990-talet med engelskt tal i Sommarlovsmorgon (1991) på SVT. Serien visades senare med den svenska dubbningen första gången 1996 i sommarlovsprogrammet Kloak. Serien har också visats på TV3, men endast med de engelska originalrösterna. Serien har också visats på Barnkanalen med svenskt tal.
Säsong 1,2 (1988-89) och 4 (1991) har visats.

## Svenska röster (i urval)
- Katten Gustaf - Reine Brynolfsson
- Jon - Andreas Nilsson
- Ådi - Peter Sjöquist
- Nermal - Vicki Benckert/Vivian Cardinal
- Liz Wilson - Vivian Cardinal
- Clownen Binky - Niclas Wahlgren
- Orson - Joakim Jennefors/Linus Wahlgren
- Holger - Andreas Nilsson
- Plumse - Eric Donell/Niclas Wahlgren
- Ettan - Peter Sjöquist
- Egge - Linus Wahlgren
- Lulle - Peter Sjöquist/Anders Öjebo
- Lanolin - Peter Sjöquist
- Mort - Peter Sjöquist
- Gort - Peter Sjöquist
- Wart - Anders Öjebo

## Avsnitt

### Säsong 1 (1988 – 1989)
- Episode 1: Peace & Quiet / Wanted: Wade / Garfield Goes Hawaiian
- Episode 2: Box O' Fun / Unidentified Flying Orson / School Daze
- Episode 3: Nighty Nightmare / Banana Nose / Ode to Odie
- Episode 4: Fraidy Cat / Shell Shocked Sheldon / Nothing to Sneeze At
- Episode 5: Garfield's Moving Experience / Wade, You're Afraid / Good Mousekeeping
- Episode 6: Identity Crisis / The Bad Sport / Up A Tree
- Episode 7: Weighty Problem / The Worm Turns / Good Cat, Bad Cat
- Episode 8: Cabin Fever / The Return of Power Pig / Fair Exchange
- Episode 9: The Binky Show / Keeping Cool / Don't Move!
- Episode 10: Magic Mutt / Short Story / Monday Misery
- Episode 11: Best of Breed / National Tapioca Pudding Day / All About Odie
- Episode 12: Caped Avenger / Shy Fly Guy / Green Thumbs Down
- Episode 13: Forget Me Not / I Like Having You Around / Sales Resistance

### Säsong 2 (1989 – 1990)
- Episode 14: Pest of a Guest / The Impractical Joker / Fat & Furry
- Episode 15: Rip Van Kitty / Grabbity / The Big Catnap
- Episode 16: The Great Getaway / Scrambled Eggs / Hansel and Garfield
- Episode 17: The Sludge Monster / Fortune Kooky / Heatwave Holiday
- Episode 18: One Good Fern Deserves Another / Goody Go-Round / The Black Book
- Episode 19: The Legend of the Lake / Double-Oh-Orson! / Health Feud
- Episode 20: Binky Gets Cancelled! / Show Stoppers / Cutie and the Beast
- Episode 21: The Lasagna Zone / Sleepytime Pig / Yojumbo
- Episode 22: Pros and Cons / Rooster Revenge / Lights! Camera! Garfield!
- Episode 23: Polecat Flats / Hogcules / Brain Boy
- Episode 24: Maine Course / No Laughing Matter / Attack of the Mutant Guppies
- Episode 25: Robodie / First Aid Wade / Video Victim
- Episode 26: The Curse of Klopman / Mud Sweet Mud / Rainy Day Dreams
- Episode 27: Basket Brawl / Origin of Power Pig / Cactus Jake Rides Again
- Episode 28: Binky Goes Bad / Barn of Fear / Mini-Mall Matters
- Episode 29: Attention-Getting Garfield / Swine Trek / It Must Be True!
- Episode 30: Arrivaderci, Odie! / Gort Goes Good / Feeling Feline
- Episode 31: The Bear Facts / Nothing to Be Afraid Of / The Big Talker
- Episode 32: Cactus Makes Perfect / Hogcules II / Crime & Nourishment
- Episode 33: TV of Tomorrow / Little Red Riding Egg / Well-Fed Feline
- Episode 34: The Invasions of the Big Robots / Shelf Esteem / Housebreak Hotel
- Episode 35: First Class Feline / Hamelot / How To Be Funny!
- Episode 36: Mystic Manor / Flop Goes the Weasel / The Legend of Long Jon
- Episode 37: China Cat / Cock-a-Doodle Dandy / Beach Blanket Bonzo
- Episode 38: Lemon-Aid / Hog Noon / Video Airlines
- Episode 39: The Mail Animal / Peanut-Brained Rooster / Mummy Dearest

### Säsong 3 (1990 – 1991)
- Episode 40: Skyway Robbery / The Bunny Rabbits Is Coming! / Close Encounters of the Garfield Kind
- Episode 41: Astro-Cat! / Cock-A-Doodle Duel / Cinderella Cat
- Episode 42: Ship Shape / Barn of Fear II / Break a Leg
- Episode 43: Twice Told Tale / Orson Goes on Vacation / Wedding Bell Blues
- Episode 44: Clean Sweep / Secrets of the Animated Cartoon / How The West Was Lost
- Episode 45: Binky Gets Cancelled Again! / Orson's Diner / Flat Tired
- Episode 46: Return of the Buddy Bears / Much Ado About Lanolin / Reigning Cats and Dogs
- Episode 47: Fit for A King / Ben Hog / Dessert in the Desert
- Episode 48: Hound of the Arbuckles / Red Alert / Urban Arbuckle
- Episode 49: Odielocks and the Three Cats / Quack to the Future / Beddy Buy
- Episode 50: Count Lasagna / Mystery Guest / Rodent Rampage
- Episode 51: Feline Felon / The Legal Eagle / The Cactus Saga
- Episoce 52: D.J. Jon / Cornfinger / Five Minute Warning
- Episode 53: Wonderful World / The Orson Awards / The Garfield Workout
- Episode 54: All Things Fat and Small / Robin Hog / Hare Replacement
- Episode 55: Stick to It / Orson in Wonderland / For Cats Only
- Episode 56: Mistakes Will Happen / The Well Dweller / The Wise Man
- Episode 57: Star Struck / Election Daze / Dirty Business

### Säsong 4 (1991 – 1992)
- Episode 58: The Legend of Cactus Jupiter / Birthday Boy Roy / Jukebox Jon
- Episode 59: Squeak Previews / Dr. Jekyll & Mr. Wade / A Tall Tale
- Episode 60: Moo Cow Mutt / Big Bad Buddy Bird / Angel Puss
- Episode 61: Trial and Error / An Egg-Citing Story / Supermarket Mania
- Episode 62: Frankenstein Feline / Weatherman Wade / Fill-in Feline
- Episode 63: Polar Pussycat / Over the Rainbow / Remote Possibilities
- Episode 64: Night of the Living Laundromat / Fast Food / Cash and Carry
- Episode 65: Speed Trap / Flights of Fantasy / Castaway Cat
- Episode 66: Mind Over Matter / Orson at the Bat / The Multiple Choice Cartoon
- Episode 67: Galactic Gamesman Garfield / Sly Spy Guy / The Thing That Stayed... Forever!
- Episode 68: Bouncing Baby Blues / The Ugly Duckling / Learning Lessons
- Episode 69: Robodie II / For Butter or Worse / Annoying Things
- Episode 70: Guaranteed Trouble / Fan Clubbing / A Jarring Experience
- Episode 71: The Idol of Id / Bedtime Story Blues / Mamma Manicotti
- Episode 72: The Pizza Patrol / The Son Also Rises / Rolling Romance
- Episode 73: The Animated, Automated Cartoon / It's A Wonderful Wade / Truckin' Odie

### Säsong 5 (1992 – 1993)
- Episode 74: Home Away from Home / Rainy Day Robot / Odie the Amazing
- Episode 75: Home Sweet Swindler / Forget-Me-Not Newton / The Great Inventor
- Episode 76: Taste Makes Waist / The Wolf Who Cried Boy / Day of Doom
- Episode 77: Country Cousin / The Name Game / The Carnival Curse
- Episode 78: Renewed Terror / Badtime Story / Tooth or Dare
- Episode 79: The First Annual Garfield Watchers Test / Stark Raven Mad / The Record Breaker
- Episode 80: The Kitty Council / The Bo Show / Bad Neighbor Policy
- Episode 81: Canvas Back Cat / Make Believe Moon / The Creature That Lived in the Refrigerator, Behind the Mayonnaisse, Next to the Ketchup and to the Left of the Cole Slaw!
- Episode 82: Cute for Loot / The Caverns of Cocoa / Dream Date
- Episode 83: Airborne Odie / Once Upon A Time Warp / Bride and Broom
- Episode 84: Dummy of Danger / Sooner or Later / Jumping Jon
- Episode 85: The Worst Pizza in the Historty of Mankind / Jack II: The Rest of the Story / The Garfield Opera
- Episode 86: Cartoon Cat Conspiracy / Who Done It? / The Picnic Panic
- Episode 87: Sound Judgement / Gross Encounters / The Perils of Penelope
- Episode 88: Ghost of a Chance / Roy Gets Sacked / Revenge of the Living Lunch
- Episode 89: Supersonic Seymour / A Mildly Mental Mix-Up / The Garfield Rap

### Säsong 6 (1993 – 1994)
- Episode 90: A Vacation From His Senses / The Incredibly Stupid Swamp Monster / Dread Giveaway
- Episode 91: The Wright Stuff / Orson Express / Safe at Home
- Episode 92: Jon the Barbarian / Uncle Roy to the Rescue / The Kitten and the Council
- Episode 93: Next-Door Nuisance / What's It All About, Wade? / Bigfeetz
- Episode 94: Canine Conspiracy / Snow Wade and the 77 Dwarfs (part one) / The Genuine Article
- Episode 95: The Best Policy / Snow Wade and the 77 Dwarfs (part two) / Fishy Feline
- Episode 96: The Pie-Eyed Piper / Fine-Feathered Funny Man / Sweet Tweet Treat
- Episode 97: The Floyd Story / How Now, Stolen Cow? / The Second Penelope Episode
- Episode 98: Dr. Jekyll and Mr. Mouse / Payday Mayday / How to Drive Humans Crazy
- Episode 99: Date of Disaster / A Little Time-Off / The Longest Doze
- Episode 100: Stairway to Stardom / The Return of the Incredibly Stupid Swamp Monster / The Life and Times of the Lasagna Kid
- Episode 101: Magic, Monsters and Manicotti / The Midnight Ride of Paul Revere's Duck / Unreal Estate
- Episode 102: Lost and Foundling / Winter Wonderland / Films and Felines
- Episode 103: The Garfield Musical / Mind Over Melvin / Madman Meets His Match
- Episode 104: Knights and Daze / Holiday Happening / Jailbird Jon
- Episode 105: The Third Penelope Episode / Hare Force / Garfield's Garbage Can and Tin Pan Alley Revue

### Säsong 7 (1994 – 1995)
- Episode 106: Change of Mind / Temp Trouble / The Perfect Match
- Episode 107: The Legend of Johnny Ragweedseed / Grape Expectations (part one) / Catch As Cats Can't
- Episode 108: A Matter of Conscience / Grape Expectations (part two) / Top Ten
- Episode 109: My Fair Feline / Double Trouble Talk / Half-Baked Alaska
- Episode 110: Puss in High-Tops / Egg Over Easy (part one) / The Beast from Beyond
- Episode 111: Model Behavior / Egg Over Easy (part two) / Another Ant Episode
- Episode 112: Guy of Her Dreams / The Discount of Monty Cristo / The Fairy Dogmother
- Episode 113: The Stand-Up Mouse / Daydream Doctor / Happy Garfield Day
- Episode 114: Sit on It / Kiddy Korner / Brainware Broadcast (tx 05.11.94)
- Episode 115: The Suburban Jungle / The Thing in the Box / The Feline Philosopher
- Episode 116: Thoroughly Mixed-Up Mouse / The Old Man of the Mountain / Food Fighter
- Episode 117: The Jelly Roger / The Farmyard Feline Philosopher / Dogmother II
- Episode 118: Alley Katta and the 40 Thieves / If It's Tuesday, This Must Be Alpha Centauri / Clash of Titans
- Episode 119: Canned Laughter / Deja Vu / The Man Who Hated Cats
- Episode 120: The Horror Hostess (part one) / Newsworthy Wade / The Horror Hostess (part two)
- Episode 121: Arbuckle the Invincible / The Monster Who Couldn't Scare Anybody / The Ocean Blue